# Francesco Renga
Pierfrancesco Renga, més conegut com a Francesco Renga (Udine, Friul, 12 de juny de 1968) és un cantautor italià. Va guanyar el Festival de Sanremo el 2005 gràcies a la cançó "Angelo". A desgrat de la seva presència afirmada a l'univers musical durant diversos anys, va ser sobretot a partir del 2010 quan va assolir més fama i prestigi gràcies al seu cinquè àlbum Orchestraevoca que li feu guanyar un disc de platí al Wind Music Awards. L'any següent la seva cançó "Un giorno bellissimo" li va atorgar com a guardó un disc d'or.
Va formar un trio juntament amb dos altres famosos cantants italians, Max Pezzali e Nek, i es va publicar un disc en directe anomenat Max Nek Renga el 9 de març del 2018.
Francesco Renga va viure durant 11 anys amb l'actriu Ambra Angiolini fins al 2015.

## Discografia
- Francesco Renga (2001)
- Tracce (2002)
- Camere con vista (2004)
- Ferro e cartone (2007)
- Orchestraevoce (2009)
- Un giorno bellissimo (2010)
- Tempo reale (2014)
- Scriverò il tuo nome (2016)
- L'altra metà (2019)